# Ryuji Mizumoto
Ryuji Mizumoto (Tóquio, 22 de Novembro de 1962) é um ator , cantor e músico  de nacionalidade japonesa, ficou famoso por intrepretar o personagem Ryoiti Mori/Saturno em Cybercops. Assina como Tom Saeba.
Antes de trabalhar como ator Ryuji  foi cantor e músico por formar a sua banda de pop rock nos anos 80 chamada JR III . 
Atualmente é um dos comentaristas de Nascar mais populares do Japão.